# 푸바 (드라마)
《푸바》(영어: FUBAR)는 넷플릭스에서 2023년 5월 공개된 미국의 첩보, 모험 드라마이다.

## 출연진

### 주연
- 아널드 슈워제네거 - 루크 브루너 역
- 모니카 바바로 - 에마 브루너 역
- 밀란 카터 - 배리 역
- 게이브리얼 루나 - 보로 폴로니아 역
- 포춘 핌스터 - 루 역
- 트래비스 밴윙클 - 알돈 역
- 파비아나 우데니오 - 톨리 브루너 역
- 제이 배러셜 - 카터 역
- 바버라 이브 해리스 - 돗 역
- 아파르나 브리엘 - 티나 역
- 앤디 버클리 - 도니 역

### 조연
- 데번 보스틱 - 오스카 역
- 데이비드 친칠라 - 케인 찬 역
- 스테퍼니 시 - 샌디 역
- 스콧 톰슨 - 페퍼 박사 역
- 레이철 린치 - 로미 역

### 특별출연
- 애덤 팰리 - 그레이트 데인 역
- 톰 아널드 - 놈 칼슨 역